# Convento de las Baronesas
El convento de las Baronesas (denominado formalmente convento de la Natividad y San José) fue un convento de monjas carmelitas ubicado en la calle de Alcalá (Madrid) que diseñó y comenzó a construir el maestro de obras Juan de Lobera a mediados del siglo XVII, siendo acabado en 1700 por su yerno Juan de Pineda. El convento debido a la desamortización de Mendizabal se demolió en 1836 y su solar se puso a la venta. 

## Historia
El convento con un aforo de cuarenta monjas se denominaba popularmente de las Baronesas por ser fundado en un solar (en la actualidad enfrente de la sede del Círculo de Bellas Artes) cedido por Beatriz de Silveira, baronesa de Castel Florido, con destino a la creación de un convento puesto bajo la advocación de la Natividad de Nuestra Señora y San José. El solar se compró con el dinero que dejó su marido, Jorge de Paz de Silveira, al morir. En dicho solar se ubicaba anteriormente el Mesón del Toro. El encargo de su construcción recayó en el maestro de obras Juan de Lobera que murió durante la ejecución de las obras en 1680. La baronesa había muerto en 1660. El convento se finalizó en 1700. Durante poco más que un siglo estuvo en funcionamiento, siendo demolido en 1836. En su solar se construyó la casa-palacio del Marqués de Casa-Riera (denominada popularmente como casa de los alfileres).